# 冷泉帝
冷泉帝/冷泉院（れいぜいてい・れいぜいのみかど/れいぜいいん）は、『源氏物語』に登場する三番目の帝（在位：「澪標」～「若菜下」。治世18年間は光源氏の全盛期であった）。架空の人物。五十四帖中「紅葉賀」から「橋姫」まで登場。
桐壺帝の第十皇子ということになっているが、実は光源氏と藤壺中宮の不義の子。朱雀帝の東宮となり、11歳で即位。今上帝に譲位するまで18年、世を治めた。譲位後は冷泉院に住まったことから「冷泉帝」の通称で呼ばれる。
母藤壺の崩御後に夜居の僧から出生の秘密を知らされ驚愕、父の源氏を臣下としておくことに悩んだが、源氏に帝位を譲ろうとして強く固辞される。その後は源氏の養女秋好中宮を立后させ、また源氏40歳の御賀に准太上天皇位を贈るなどして、陰ながら孝養を尽くそうとした。
風流心豊かな人物で、特に絵画を好み（これは実父である源氏の血を受けたものとされる）、このことが秋好中宮を寵愛するきっかけとなった。また源氏のもう一人の養女玉鬘にも執心し、尚侍として出仕する直前に髭黒の妻となったことを惜しんで、譲位後に玉鬘の娘を妃に迎え寵愛した（「竹河」）。なお源氏没後、遺言により遺児薫を子のない秋好中宮と共に寵遇しているが（「匂宮」）、薫の出生の秘密は知らない（よって薫が異母弟だと誤解していると思われる）。

## 后妃
- 秋好中宮（別名：梅壺女御、斎宮女御）…桐壺帝の前東宮の娘、母は六条御息所。朱雀帝時代の斎宮。局は梅壺。
- 弘徽殿女御…頭中将（内大臣）の娘、母は桐壺帝の右大臣の四の君。柏木、紅梅とは同腹。女一宮の母。
- 王女御…式部卿宮の娘。紫の上の異母姉妹。局は承香殿。
- 左大臣の女御、中納言女、宰相女…「真木柱」のみに登場。
- 大君（院の女御、御息所）…髭黒の次女、母は玉鬘。「竹河」のみに登場。冷泉帝退位後に参入、二子を産む。

## 皇子女
- 第一皇子…大君腹。「竹河」で誕生。
- 第一皇女…弘徽殿女御腹。
- 第二皇女…大君腹。「竹河」で誕生。